# 日之影町立宮水小学校
日之影町立宮水小学校（ひのかげちょうりつ みやみずしょうがっこう）は、宮崎県西臼杵郡日之影町大字七折にある公立の小学校。

## 概要
歴史
明治初期に創立した尋常小学校4校（波瀬・中尾・中村・大菅）が1897年（明治30年）に統合の上、「宮水尋常高等小学校」として開校。数回の改組・改称を経て、現校名になったのは1956年（昭和31年）2022年（令和4年）に創立（統合）125周年を迎えた。
校章
1962年（昭和37年）制定。桜の花弁を背景にして、中央に校名の頭文字である「宮」の文字を配している。
校歌
1964年（昭和39年）制定。作詞は高森文夫、作曲は海老原直による。歌詞は3番まであり、2番と3番の歌詞中に校名の「宮水小」が登場する。
通学区域
以下の区域が指定されている。
「徳富、七折中尾、一の水、平底、影待、波瀬、長谷川、袴谷、宮水、平清水、小菅、中村、竹の原、大人、松の内、新畑、奥、大菅、楠原、谷下、中川、鹿川、舟の尾、阿下、新町、椛木、八戸上、稲荷町、駅前通り、中央通り、八戸本町、東町、梁崎、興地、河内、田吹、星山、大山」。中学校区は日之影町立日之影中学校。

## 沿革
- 明治初期 - 寺子屋が大字七折9601番地に所在。
- 1872年（明治5年）3月 - 「人民共立小学校」として発足。

初代・宮水小学校
- 1876年（明治9年）- 七折村に「宮水小学校」が創立[3]。
- 1880年（明治13年）2月14日 - 高巣野分教場を設置。

旧・波瀬小学校（はぜ）
- 1878年（明治11年）- 人民共立波瀬小学校が集落の中心部（後の生活改善センター付近）に所在。
- 時期不明 - 「波瀬尋常小学校」に改称。

旧・中尾小学校（なかお）
- 時期不明 - 七折村の中尾に「中尾尋常小学校[1]」が創立。

旧・中村小学校（なかむら）
- 時期不明 - 「中村尋常小学校」が創立。

旧・大菅小学校（おおすげ）
- （1873年（明治6年）1月15日 - 宮崎県が設置される。）
- 1876年（明治9年）
  - （8月21日 - 宮崎県が鹿児島県に統合される。）
  - この年（8月）- 七折村に[鹿児島県第七番学区大菅小学校」が創立。
- （1883年（明治16年）5月9日 - 宮崎県が再設置される。）
- 1886年（明治19年）4月 - 校舎を新築。
- 1892年（明治25年）4月 - 「大菅尋常小学校」に改称。
- 1897年（明治30年）8月26日 - 統合により、「宮水尋常高等小学校 大菅分教場」（分教場は尋常科のみ）となる。
- 1902年（明治35年）8月 - 最終所在地（大字七折7009番地）に校舎を新築し、移転を完了。
- 1903年（明治36年）4月 - 宮水尋常高等小学校から分離の上、「大菅尋常小学校」として独立。中川分教場・鹿川分教場を設置。
- 1908年（明治41年）4月 - 改正小学校令により、尋常科（義務教育）が4年制から6年制に改められる。尋常科5年を新設。
- 1909年（明治42年）4月 - 尋常科6年を新設。
- 1914年（大正3年）4月1日 - 鹿川分教場を設置。
- 1919年（大正8年）4月1日 - 鹿川分教場が分離の上、鹿川尋常小学校として独立。
- 1920年（大正9年）10月 - 校舎を改築。
- 1925年（大正14年）4月 - 高等科を併置の上、「大菅尋常高等小学校」に改称。
- 1935年（昭和10年）1月 - 七折村役場との間に、私設電話を開設。
- 1941年（昭和16年）4月1日 - 国民学校令施行により、「七折村大菅国民学校」に改称。尋常科を初等科に改める。
- 1947年（昭和22年）- 学制改革が行われる（六・三制の実施）。
  - 4月1日 - 国民学校初等科が、新制小学校「七折村立大菅小学校」に改組・改称。
  - 5月8日 - 国民学校高等科が青年学校普通科とともに、新制中学校「岩井川村七折村組合立 日之影中学校 大菅分校」に改組・改称。小学校に併設される。
- 1948年（昭和23年）10月31日 - 中学校大菅分校が廃止される。
- 1951年（昭和26年）1月1日 - 2村（岩井川・七折）合併により、日の影町が発足。これにより、「日の影町立大菅小学校」に改称。
- 1956年（昭和31年）10月1日 - 町名改称に伴い、「日之影町立大菅小学校」（最終名）に改称。
- 1963年（昭和38年）4月 - 完全給食を開始。
- 1967年（昭和42年）1月 - 校歌を制定。
- 1970年（昭和45年）4月 - 校区の改定により、戸川および男渕地区の児童が日之影町立日之影小学校に転出。
- 1972年（昭和47年）4月 - 1級へき地校の指定を受ける。
- 1975年（昭和50年）1月 - へき地集会室が完成。
- 1976年（昭和51年）2月 - 創立100周年記念式典を挙行。
- 2004年（平成16年）3月31日 - 日之影町立宮水小学校への統合により、閉校。128年の歴史に幕を閉じる。
  - 跡地には「さくら館」という地域のコミュニティセンターが建設されている。

統合・宮水小学校
- 1897年（明治30年）8月26日 - 上記の尋常小学校4校（波瀬・中尾・中村・大菅）が統合され、高等科を併置の上、「宮水尋常高等小学校」となる。大菅分教場を設置。
- 1900年（明治33年）4月 - 高巣野分教場が分離の上、高巣野尋常小学校として独立。
- 1903年（明治36年）4月 - 大菅分教場が分離の上、大菅尋常小学校として独立。
- 1908年（明治41年）4月 - 改正小学校令により、尋常科（義務教育）が4年制から6年制に改められる。尋常科5年を新設。
- 1909年（明治42年）4月 - 尋常科6年を新設。
- 1941年（昭和16年）4月1日 - 国民学校令施行により、「七折村宮水国民学校」に改称。尋常科を初等科に改める。
- 1944年（昭和19年）9月 - 沖縄県の佐敷（さしき）国民学校から疎開学童が転入。
- 1947年（昭和22年）- 学制改革が行われる（六・三制の実施）。
  - 4月1日 - 国民学校初等科が、新制小学校「七折村立宮水小学校」に改組・改称。
  - 5月8日 - 国民学校高等科が青年学校普通科とともに、新制中学校「岩井川村七折村組合立 日之影中学校 宮水分教場」に改組・改称。小学校に併設される。
- 1948年（昭和23年）10月31日 - 中学校宮水分教場が廃止される。
- 1951年（昭和26年）1月1日 - 2村（岩井川・七折）の合併により、日の影町が発足。これにより、「日の影町立宮水小学校」に改称。
- 1955年（昭和30年）5月 - 火災により、体育館以外の全校舎を焼失。分散授業を余儀なくされる。
- 1956年（昭和31年）
  - 10月1日 - 町名改称に伴い、「日之影町立宮水小学校」（現校名）に改称。
  - 11月 - 木造新校舎が完成（復旧）。
- 1962年（昭和37年）9月 - 校章を制定。
- 1963年（昭和38年）4月 - 完全給食を開始。
- 1964年（昭和39年）2月 - 校歌を制定。
- 1978年（昭和53年）8月 - プールが完成。
- 1981年（昭和56年）3月 - 体育館が完成。
- 1982年（昭和57年）3月 - 鉄筋コンクリート造3階建ての新校舎が完成。
- 1985年（昭和60年）4月1日 - 青雲橋開通に伴い、校区を改定。中村および竹の原地区の児童が日之影町立日之影小学校より転入。
- 1990年（平成2年）4月1日 - 龍天橋開通に伴い、校区を改定。大人（おおひと）地区の児童が日之影町立日之影小学校より転入。
- 1996年（平成8年）9月 - 沖縄県佐敷町疎開50周年記念碑を除幕。
- 2004年（平成16年）4月1日 - 日之影町立大菅小学校を統合。
- 2010年（平成20年）3月 - スクールバス待合室「和」と倉庫が完成。
- 2012年（平成24年）8月 - 日之影町内4校において、親子方式給食[4]を開始。
- 2013年（平成25年）1月 - 図書室を校舎3階へ移設。
- 2016年（平成28年）4月 - 熊本地震発生のため、給食室の水道管が破裂し、正門の石碑が倒壊。
- 2020年（令和2年）4月1日 - 日之影町立八戸小学校を統合。

旧・鹿川小学校（ししがわ）
- 1914年（大正3年）4月1日 - 民家を仮校舎として「大菅尋常小学校 鹿川分教場」が設置される。
- 1919年（大正8年）4月1日 - 大菅尋常小学校から分離の上、「鹿川尋常小学校」として独立。中川分教場を設置。
- 1941年（昭和16年）4月1日 - 国民学校令施行により、「七折村鹿川国民学校」に改称。
- 1947年（昭和22年）- 学制改革が行われる（六・三制の実施）。
  - 4月1日 - 国民学校初等科が、新制小学校「七折村立鹿川小学校」に改組・改称。
  - 5月8日 - 国民学校高等科が青年学校普通科とともに、新制中学校「岩井川村七折村組合立 八戸中学校 鹿川分校」に改組・改称。小学校に併設される。
- 1949年（昭和24年）
  - 5月30日 - 隣村の北方村立上鹿川小学校[5]への統合により、閉校。七折村域の児童は上鹿川小学校へ越境通学することとなる。
  - この年 - 中川分校を七折村立新町小学校へ移管。
- 1952年（昭和27年）4月1日 - 北方村立上鹿川小学校から分離の上、「日の影町立鹿川小学校」が設置される（復活）。
- 1956年（昭和31年）10月1日 - 町名改称に伴い、「日之影町立鹿川小学校」（最終名）に改称。
- 1962年（昭和37年）3月31日 - 北方村立上鹿川小学校への統合により、閉校。

## 交通
最寄りのバス停留所
- 宮崎交通「青雲橋」・「日之影町立病院」バス停下車

最寄りの幹線道路
- 国道218号（日之影バイパス・神話街道）「日之影町宮水」交差点

## 周辺
- 日之影町役場・日之影町立図書館・日之影町民ホール（2021年（令和3年）に新庁舎が完成し、同年5月6日に開庁）
- 日之影町国民健康保険病院
- 日之影土地改良区
- 日之影町社会福祉協議会
- 高千穂警察署 日之影警察官駐在所
- JAみやざき日之影支店・野菜集出荷場
- 天神山つつじ公園
- 天満天神
- 青雲橋
- 道の駅青雲橋
- 青雲橋公園
- 日之影川
- 五ヶ瀬川

## 参考資料
- 「日之影町史 四 資料編2 村の歴史」（1999年（平成11年）3月発行, 日之影町）p.112～p113（波瀬小学校）, p.127（宮水小学校）, p.157～p.158（大菅小学校）, p.272～p.273（鹿川小学校）